# アマツバメ科
アマツバメ科（雨燕科、アマツバメか、Apodidae）は、鳥綱アマツバメ目に属する科。模式属はアマツバメ属。

## 分布
高緯度地方や海洋島を除いた全世界。

## 形態
多くの種は尾羽が短い。翼は非常に細長く、腕指骨や指骨も長いため飛翔時には三日月状や鎌状に見える。
嘴は小型だが、口は大型。地上に降りるのは断崖・樹洞などの垂直面に営巣・育雛するときだけで、頭部を上に向けてぶらさがるように止まる。歩くことはほとんどない。そのため趾の４本すべて前方に向いて、非常に小型で湾曲した鋭い爪が生えている。体内には大量の脂肪が蓄えられ、これにより数日間であれば絶食にも耐えることができる。これは高空での獲物の量に変動が大きいことに対する適応と考えられている。
卵は白い殻で覆われる。

## 分類
形態の酷似した種が多く同定が難しいため、構成種は約70-100種と変動が大きい。
アマツバメ属　Apus
- Apus acuticauda　セグロアマツバメ　Dark-rumped swift
- Apus apus　ヨーロッパアマツバメ　Common swift
- Apus afinis　ヒメアマツバメ　House swift（本種をニシヒメツバメとし、東部個体群をヒメアマツバメとして分割する説もあり）
- Apus barbatus　ミナミクロアマツバメ　 African Black Swift - など
- Apus melba　シロハラアマツバメ　White-rumped swift
- Apus pacificus　アマツバメ　White-rumped swift - など

　Chaetura
- Chaetura pelagica　エントツアマツバメ　Chimney swift - など

　Collocalia
- Collocalia brevirostris　ヒマラヤアナツバメ　Himalayan swiftlet
- Collocalia elaphra　セーシェルアナツバメ　Seychelles swiftlet
- Collocalia leucophaea　タヒチアナツバメ　Tahiti swiftlet
- Collocalia sawtelli　クックアナツバメ　Atiu swiftlet
- Collocalia vulcanorum　カザンアナツバメ　Volcano swiftlet
- Collocalia whiteheadi　ルソンアナツバメ　Whitehead's swiftlet - など

　Cypseloides
- Cypseloides lemosi　ムナジロムジアマツバメ　White-chested swift - など

ハリオアマツバメ属　Hirundapus
- Hirundapus caudacutus　ハリオアマツバメ　White-throated swift - など

　Panyptila
- Hirundapus cochinchinensis　クロビタイハリオアマツバメ　 Silver-backed needletail
- Panyptila cayennensis　ツリスアマツバメ　Lesser swallow-tailed swift - など

　Schoutedenapus
- Schoutedenapus schoutedeni　コンゴエンビアマツバメ　Schouteden's swift - など

　Tachornis
- Tachornis squamata　ヤシアマツバメ　Fork-tailed palm swift - など

## 生態
主に高空に生息する。睡眠時も高空で短時間の睡眠と滑空を繰り返していると考えられている。交尾も飛翔中に行う。地表や樹上などの水平面に下りることは無く、また水平面から飛翔することはできない。
食性は動物食で、主に昆虫を食べる。多くの場合は高空を飛翔しながら口を大きく開け、飛翔している獲物を捕食する。雨天時には獲物が高空にいなくなったり低空に集まることから、雨が降っている地域から別の地域へ移動したり逆に低空に現れることもある。
繁殖形態は卵生。雌雄で断崖や洞窟、樹洞に草や木の葉、羽毛などを唾液で固めた多くの種では皿状の巣を作り、卵を産む。

## 人間との関係
建築物に巣を作る種もいる。
一部の種は唾液腺分泌物で造られた巣が食用とされることもある（燕の巣）。
開発による生息地の破壊、人為的に移入された動物による捕食などにより生息数が減少している種もいる。